# Biskopsö, Iniö
Biskopsö är en ö i Finland. Den ligger i Skärgårdshavet och i kommunen Pargas i den ekonomiska regionen  Åboland i landskapet Egentliga Finland, i den sydvästra delen av landet. Ön ligger omkring 46 kilometer väster om Åbo och omkring 190 kilometer väster om Helsingfors.
Öns area är 39,5 hektar och dess största längd är 1 kilometer i sydväst-nordöstlig riktning. Ön höjer sig omkring 35 meter över havsytan.